# Profilgrat
Der Profilgrat ist ein Gebirgskamm der Mountaineer Range im ostantarktischen Viktorialand. Er ragt nördlich des Mount Montreuil und nordöstlich des Mount Supernal auf.
Wissenschaftler der deutschen Expedition GANOVEX III (1982–1983) nahmen seine Benennung vor. Namensgebend ist das im Gebirgskamm sichtbare geologische Profil.